# لونغوود
لونغوود (بالإنجليزية: Longwood)‏ هي مدينة أمريكية تقع في ولاية فلوريدا. تبلغ مساحة هذه المدينة 14.5 (كم²)،ويبلغ عدد سكانها 13491 نسمة حسب إحصاء سنة 2010 م 13491.تشير إحصاءات سنة 2000م بأن الكثافة السكانية في هذه المدينة تقدر بـ(376.6) نسمة/كم2 

## التركيبة السكانية
حدّد مكتب تعداد الولايات المتحدة بيانات التركيبة السكانية للونغوود في تعداد الولايات المتحدة. في ما يلي، التركيبة السكانية حسب تعدادي 2000 و2010.

### تعداد عام 2000
بلغ عدد سكان لونغوود 13,745 نسمة بحسب تعداد عام 2000، وبلغ عدد الأسر 5,025 أسرة وعدد العائلات 3,680 عائلة مقيمة في المدينة. في حين سجلت الكثافة السكانية 909.1 نسمة لكل كيلومتر مربع (2,354.6/ميل2). وبلغ عدد الوحدات السكنية 5,189 وحدة بمتوسط كثافة قدره 343.2 لكل كيلومتر مربع (888.9/ميل2).
وتوزع التركيب العرقي للمدينة بنسبة 87.30% من البيض و3.60% من الأمريكيين الأفارقة و0.26% من الأمريكيين الأصليين و2.47% من الأمريكيين ذوي الأصول الآسيوية و0.04% من سكان جزر المحيط الهادئ و3.90% من الأعراق الأخرى و2.42% من عرقين مختلطين أو أكثر و11.05% من الهسبانيون أو اللاتينيون من أي عرق.
بلغ عدد الأسر 5,025 أسرة كانت نسبة 38.9% منها لديها أطفال تحت سن الثامنة عشر تعيش معهم، وبلغت نسبة الأزواج القاطنين مع بعضهم البعض 55.8% من أصل المجموع الكلي للأسر، ونسبة 12.6% من الأسر كان لديها معيلات من الإناث دون وجود شريك، بينما كانت نسبة 4.8% من الأسر لديها معيلون من الذكور دون وجود شريكة وكانت نسبة 26.8% من غير العائلات. تألفت نسبة 19.5% من أصل جميع الأسر من عدة أفراد يعيشون في نفس المنزل ونسبة 8.2% كانت تتألف من شخص يعيش بمفرده يبلغ من العمر 65 عاماً أو أكثر. وبلغ متوسط حجم الأسرة المعيشية 2.68، أما متوسط حجم العائلات فبلغ 3.09.
بلغ العمر الوسطي للسكان 37.7 عاماً. وكانت نسبة 25.2% من القاطنين تحت سن الثامنة عشر، وكانت نسبة 7.1% بين الثامنة عشر والرابعة والعشرين عاماً، ونسبة 30.3% كانت واقعةً في الفئة العمرية ما بين الخامسة والعشرين والرابعة والأربعين عاماً، ونسبة 24.8% كانت ما بين الخامسة والأربعين والرابعة والستين، ونسبة 10.8% كانت ضمن فئة الخامسة والستين عاماً فما فوق. يوجد لكل 100 أنثى 94.7 ذكر، ويوجد لكل 100 أنثى في الثامنة عشر من عمرها فما فوق 90.3 ذكر.
بلغ متوسط دخل الأسرة في المدينة 51,667 دولارًا، أما متوسط دخل العائلة فبلغ 55,758 دولارًا. وكان متوسط دخل الذكور 36,309 دولارًا مقابل 27,113 دولارًا للإناث. وسجل دخل الفرد الخاص بالمدينة 21,714 دولارًا. وكانت نسبة 6% من العائلات ونسبة 6.6% من السكان تحت خط الفقر، وكان من هؤلاء نسبة 8.5% تحت سن الثامنة عشر ونسبة 5.9% في الخامسة والستين من العمر وما فوق.

### تعداد عام 2010
بلغ عدد سكان لونغوود 13,657 نسمة بحسب تعداد عام 2010، وبلغ عدد الأسر 5,244 أسرة وعدد العائلات 3,529 عائلة مقيمة في المدينة. في حين سجلت الكثافة السكانية 903.2 نسمة لكل كيلومتر مربع (2,339.3/ميل2). وبلغ عدد الوحدات السكنية 5,680 وحدة بمتوسط كثافة قدره 375.7 لكل كيلومتر مربع (973.1/ميل2).
وتوزع التركيب العرقي للمدينة بنسبة 85.47% من البيض و5.14% من الأمريكيين الأفارقة و0.45% من الأمريكيين الأصليين و3.37% من الأمريكيين ذوي الأصول الآسيوية و0.07% من سكان جزر المحيط الهادئ و2.96% من الأعراق الأخرى و2.55% من عرقين مختلطين أو أكثر و15.76% من الهسبانيون أو اللاتينيون من أي عرق.
بلغ عدد الأسر 5,244 أسرة كانت نسبة 32.6% منها لديها أطفال تحت سن الثامنة عشر تعيش معهم، وبلغت نسبة الأزواج القاطنين مع بعضهم البعض 48.2% من أصل المجموع الكلي للأسر، ونسبة 13.5% من الأسر كان لديها معيلات من الإناث دون وجود شريك، بينما كانت نسبة 5.5% من الأسر لديها معيلون من الذكور دون وجود شريكة وكانت نسبة 32.7% من غير العائلات. تألفت نسبة 24.8% من أصل جميع الأسر من عدة أفراد يعيشون في نفس المنزل ونسبة 11.6% كانت تتألف من شخص يعيش بمفرده يبلغ من العمر 65 عاماً أو أكثر. وبلغ متوسط حجم الأسرة المعيشية 2.55، أما متوسط حجم العائلات فبلغ 3.03.
بلغ العمر الوسطي للسكان 42.0 عاماً. وكانت نسبة 21.4% من القاطنين تحت سن الثامنة عشر، وكانت نسبة 8% بين الثامنة عشر والرابعة والعشرين عاماً، ونسبة 24.8% كانت واقعةً في الفئة العمرية ما بين الخامسة والعشرين والرابعة والأربعين عاماً، ونسبة 29.5% كانت ما بين الخامسة والأربعين والرابعة والستين، ونسبة 16.4% كانت ضمن فئة الخامسة والستين عاماً فما فوق. وتوزع التركيب الجنسي للسكان بنسبة 47.8% ذكور و52.2% إناث.

## أعلام
- ليه موس
- غراهام زوسي
- ماك كليفلاند
- جيمس ستيوارت هولدن